# Kāseh Aḩmadān
Kāseh Aḩmadān (persiska: کاسه احمدان, Kās Aḩmadān) är en ort i Iran.   Den ligger i provinsen Gilan, i den nordvästra delen av landet, 250 km nordväst om huvudstaden Teheran. Kāseh Aḩmadān ligger 15 meter över havet och antalet invånare är 297.
Terrängen runt Kāseh Aḩmadān är platt.Runt Kāseh Aḩmadān är det ganska tätbefolkat, med 111 invånare per kvadratkilometer. Närmaste större samhälle är Fūman, 2,5 km söder om Kāseh Aḩmadān. Trakten runt Kāseh Aḩmadān består till största delen av jordbruksmark.